# Valdemars Sjællandske Lov
Valdemars Sjællandske Lov er en dansk lovbog fra omkring år 1200. Loven var en landskabslov, der dækkede Sjælland.
Der findes tre eksemplarer, hvoraf den ældste er fra før år 1200. De to andre er nedskrevet i første halvdel af 1200-tallet. Lovbogen blev brugt indtil slutningen af middelalderen.
Den senere Eriks Sjællandske Lov, dækker samme område som Valdemars Sjællandske Lov, men supplerer med flere love, og fra 1284 galt denne også på Møn og Lolland-Falster. Sammen med Sjællandske Kirkelov kendes disse tre som Sjællandske Lov, der først gik ud af brug i 1683